# 4-я гвардейская авиационная дивизия дальнего действия
4-я гвардейская авиационная Брянская дивизия дальнего действия (4-я гв. ад дд) — авиационное соединение Военно-воздушных сил РККА дальней бомбардировочной авиации, принимавшее участие в боевых действиях Великой Отечественной войны.

## История наименований дивизии

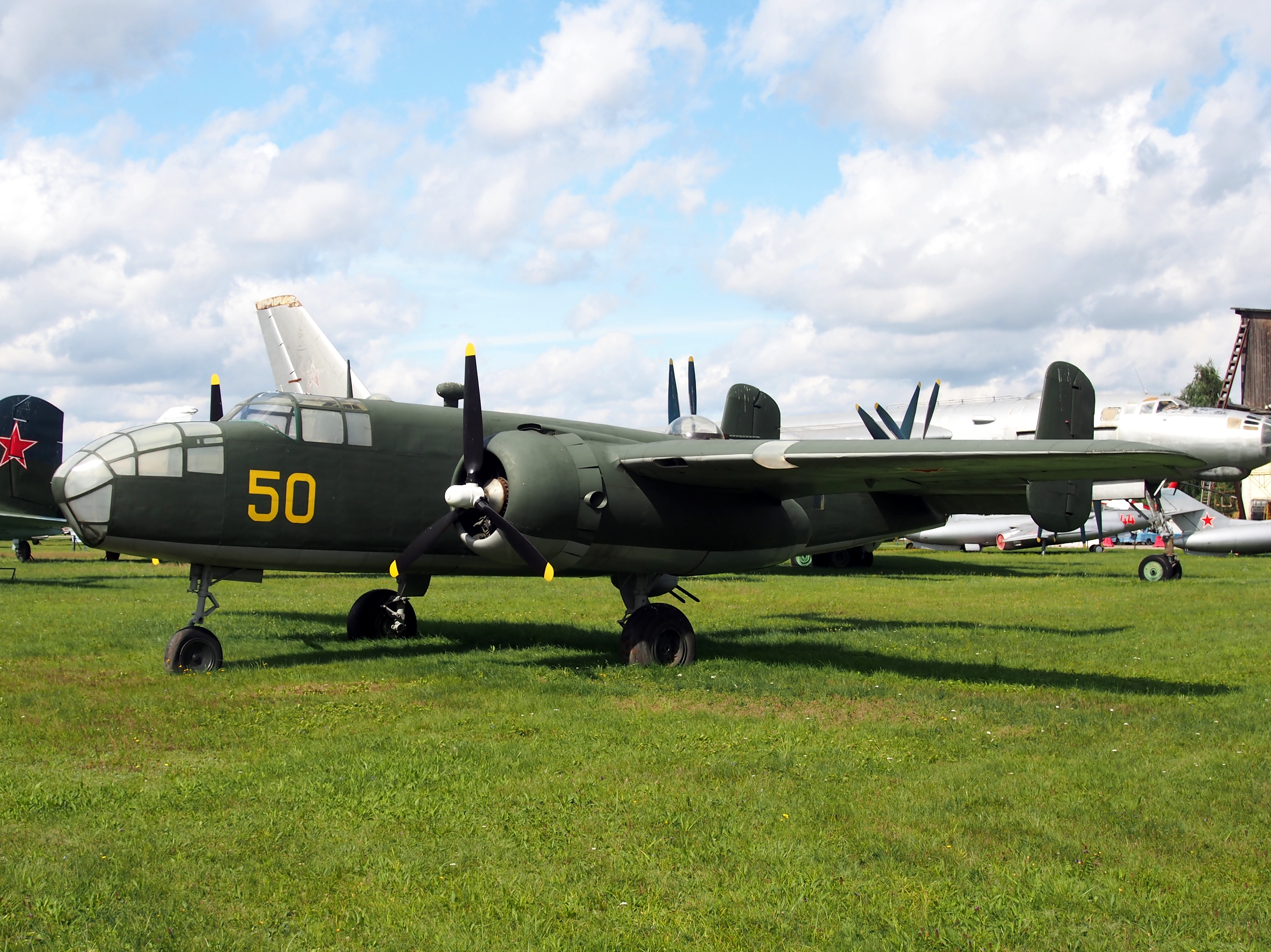
North American B-25D Mitchell в Музее в Монино. Эти самолеты стояли на вооружении полков дивизии до 1950 года.

- 222-я бомбардировочная авиационная дивизия;
- 222-я дальняя бомбардировочная авиационная дивизия;
- 222-я дальне-бомбардировочная авиационная дивизия;
- 222-я авиационная дивизия дальнего действия;
- 4-я гвардейская авиационная дивизия дальнего действия;
- 4-я гвардейская авиационная Брянская дивизия дальнего действия;
- 14-я гвардейская бомбардировочная авиационная Брянская дивизия;
- 14-я гвардейская бомбардировочная авиационная Брянско-Берлинская дивизия;
- 14-я гвардейская тяжелая бомбардировочная авиационная Брянско-Берлинская дивизия[1];
- Войсковая часть 45153[1].

## История и боевой путь дивизии
В соответствии с Приказом НКО СССР № 138 от 26 марта 1943 года 222-я авиационная дивизия дальнего действия за мужество и героизм личного состава в борьбе с немецко-фашистскими захватчиками переименована в гвардейскую и она стала именоваться 4-я гвардейская авиационная дивизия дальнего действия.
Дивизия выполняла боевые вылеты в глубокий тыл противника, нанося бомбовые удары по Берлину и Лейпцигу. В Курской битве, в боях на полтавском направлении и в Брянской наступательной операции полки дивизии поддерживали войска Брянского фронта, в Духовщинско-Демидовской наступательной операции действовали в полосе Калининского фронта. Участвовала в освобождении городов Мерефа, Брянск, Демидов. За отличия при освобождении города Брянска дивизии присвоено почетное наименование «Брянская».
Весь свой боевой путь дивизия прошла в составе Авиации дальнего действия, а с 3 июля 1943 года дивизия вошла в состав 4-го гвардейского авиационного корпуса дальнего действия. Участвовала в операциях:
- Курская битва[2] — с 5 июля 1943 года по 23 августа 1943 года.
- Смоленская операция — с 7 августа 1943 года по 2 октября 1943 года.
- Белгородско-Харьковская операция[3] — с 3 августа 1943 года по 23 августа 1943 года.
- Духовщинско-Демидовская операция — с 13 августа 1943 года по 2 октября 1943 года.
- Брянская наступательная операция[2] — с 1 сентября 1943 года по 3 октября 1943 года.
- Гомельско-Речицкая операция — с 10 ноября 1943 года по 30 ноября 1943 года.
- Крымская операция — с 8 апреля 1944 года по 12 мая 1944 года.
- Воздушная операция против Финляндии — с 6 февраля 1944 года по 27 февраля 1944 года.
- Львовско-Сандомирская операция — с 13 июля 1944 года по 29 августа 1944 года.
- Ясско-Кишиневская операция — с 20 августа 1944 года по 29 августа 1944 года.

4-я гвардейская авиационная Брянская дивизия дальнего действия 26 декабря 1944 года преобразована в 14-ю гвардейскую бомбардировочную авиационную Брянскую дивизию Директивой Генерального Штаба № орг.10/315706 от 26 декабря 1944 года, а 4-й гвардейский авиационный корпус дальнего действия, куда входила дивизия 29 декабря 1944 года преобразован в 4-й гвардейский бомбардировочный авиационный корпус.

### В действующей армии
В составе действующей армии дивизия находилась с 6 марта 1943 года по 26 декабря 1944 года.

### Командир дивизии
| Звание                            | Имя                                       | Период | Примечание |
| --------------------------------- | ----------------------------------------- | ------ | ---------- |
| Полковник Кожемякин Иван Иванович | 23 марта 1943 года — 26 декабря 1944 года |        |            |

### В составе объединений
| Дата          | Армия                     | Корпус                                               |
| ------------- | ------------------------- | ---------------------------------------------------- |
| 23.03.1943 г. | Авиация дальнего действия |                                                      |
| 03.07.1943 г. | Авиация дальнего действия | 4-й гвардейский авиационный корпус дальнего действия |
| 29.12.1944 г. | 18-я воздушная армия      | 4-й гвардейский бомбардировочный авиационный корпус  |

## Части и отдельные подразделения дивизии
За весь период своего существования боевой состав дивизии претерпевал изменения:
| Период                     | Наименование                                                            | Вооружение                                                                |
| -------------------------- | ----------------------------------------------------------------------- | ------------------------------------------------------------------------- |
| 26.03.1944 — 26.12.1944 г. | 13-й гвардейский авиационный полк дальнего действия                     | В-25, переименован в 229-й гвардейский бомбардировочный авиационный полк  |
| 26.03.1944 — 05.07.1943 г. | 14-й гвардейский авиационный полк дальнего действия                     | Ли-2, В-25, убыл в 5-ю гв. ад дд                                          |
| 26.03.1944 — 26.12.1944 г. | 15-й гвардейский авиационный полк дальнего действия                     | В-25, переименован в 15-й гвардейский бомбардировочный авиационный полк   |
| 01.12.1943 — 15.01.1944 г. | 113-й авиационный полк ночных охотников блокировщиков дальнего действия | A-20G, переименован в 27-й гвардейский авиационный полк дальнего действия |
| 15.01.1944 — 26.12.1944 г. | 27-й гвардейский авиационный полк дальнего действия                     | A-20G, переименован в 27-й гвардейский бомбардировочный авиационный полк  |
| 01.06.1944 — 05.11.1944 г. | 335-й авиационный полк дальнего действия                                | В-25, переименован в 34-й гвардейский авиационный полк дальнего действия  |
| 15.01.1944 — 26.12.1944 г. | 34-й гвардейский авиационный полк дальнего действия                     | В-25, переименован в 250-й гвардейский бомбардировочный авиационный полк  |

## Присвоение гвардейских званий
- 335-й авиационный полк дальнего действия за образцовое выполнение заданий командования Приказом НКО СССР № 0361 от 5 ноября 1944 года переименован в 34-й гвардейский авиационный полк дальнего действия.
- 113-й авиационный полк ночных охотников блокировщиков дальнего действия за образцовое выполнение заданий командования Приказом НКО СССР № 001 от 10 января 1944 года переименован в 27-й гвардейский авиационный полк дальнего действия.

## Почётные наименования
- 4-й гвардейской авиационной дивизии дальнего действия 27 мая 1944 года за отличия в боях присвоено почётное наименование «Брянская»[6].
- 13-му гвардейскому авиационному полку дальнего действия 25 сентября 1943 года на основании приказа Верховного Главнокомандующего за отличия в боях при форсировании реки Днепр и овладении штурмом городов Смоленск — важнейшего стратегического узла обороны немцев на западном направлении, и Рославль — оперативно важным узлом коммуникаций и мощным опорным пунктом обороны немцев на могилевском направлении присвоено почетное наименование «Рославльский»[7].
- 15-му гвардейскому авиационному полку дальнего действия Приказом НКО № 0137 от 27 мая 1944 года за отличие в боях при овладении штурмом крепостью и важнейшей военно-морской базой на Чёрном море городом Севастополь в соответствии с Приказом ВГК присвоено почётное наименование «Севастопольский»[8].
- 27-му гвардейскому авиационному полку дальнего действия за отличие в боях при овладении областным центром Белоруссии городом и крепостью Брест (Брест-Литовск) — оперативно важным железнодорожным узлом и мощным укрепленным районом обороны немцев на варшавском направлении Приказом НКО СССР № 0258 от 10 августа 1944 года в соответствии с Приказом ВГК присвоено почётное наименование «Брестский»[9].

## Награды
- 13-й гвардейский авиационный Рославльский полк дальнего действия за образцовое выполнение боевых заданий командования и проявленные при этом доблесть и мужество Указом Президиума Верховного Совета СССР от 26 мая 1944 года награждён орденом «Боевого Красного Знамени».
- 15-й гвардейский авиационный Севастопольский полк дальнего действия за образцовое выполнение боевых заданий командования и проявленные при этом доблесть и мужество Указом Президиума Верховного Совета СССР от 19 августа 1944 года награждён орденом «Боевого Красного Знамени».

## Отличившиеся воины дивизии
- Баймурзин Гаяз Исламетдинович, гвардии майор, командир эскадрильи 13-го гвардейского авиационного полка дальнего действия 4-й гвардейской авиационной дивизии дальнего действия 4-го гвардейского авиационного корпуса дальнего действия авиации дальнего действия Указом Президиума Верховного Совета СССР от 5 ноября 1944 года удостоен звания Герой Советского Союза. Золотая Звезда № 5110.
- Журавков Михаил Владимирович, гвардии майор, заместитель командира эскадрильи 13-го гвардейского авиационного полка дальнего действия 4-й гвардейской авиационной дивизии дальнего действия 4-го гвардейского авиационного корпуса дальнего действия авиации дальнего действия Указом Президиума Верховного Совета СССР от 19 августа 1944 года удостоен звания Герой Советского Союза. Золотая Звезда № 5123.
- Крапива Никита Андреевич, гвардии майор, заместитель командира эскадрильи 27-го гвардейского авиационного полка дальнего действия 4-й гвардейской авиационной дивизии дальнего действия 4-го гвардейского авиационного корпуса дальнего действия авиации дальнего действия Указом Президиума Верховного Совета СССР от 5 ноября 1944 года удостоен звания Герой Советского Союза. Золотая Звезда № 5099.
- Лазарев Иван Александрович, гвардии капитан, заместитель командира эскадрильи 13-го гвардейского авиационного полка дальнего действия 4-й гвардейской авиационной дивизии дальнего действия 4-го гвардейского авиационного корпуса дальнего действия авиации дальнего действия Указом Президиума Верховного Совета СССР от 5 ноября 1944 года удостоен звания Герой Советского Союза. Золотая Звезда № 5125.
- Туйгунов Леонид Наумович, гвардии старший лейтенант, штурман звена 335-го авиационного полка дальнего действия 4-й гвардейской авиационной дивизии дальнего действия 4-го гвардейского авиационного корпуса дальнего действия авиации дальнего действия Указом Президиума Верховного Совета СССР от 5 ноября 1944 года удостоен звания Герой Советского Союза. Золотая Звезда № 5127.
- Тюрин Леонид Фёдорович, гвардии капитан, штурман звена 13-го гвардейского авиационного полка дальнего действия 4-й гвардейской авиационной дивизии дальнего действия 4-го гвардейского авиационного корпуса дальнего действия авиации дальнего действия Указом Президиума Верховного Совета СССР от удостоен 19 августа 1944 года звания Герой Советского Союза. Золотая Звезда № 5128.
- Яловой Фёдор Степанович, гвардии майор, штурман 15-го гвардейского авиационного полка дальнего действия 4-й гвардейской авиационной дивизии дальнего действия 4-го гвардейского авиационного корпуса дальнего действия авиации дальнего действия Указом Президиума Верховного Совета СССР от 5 ноября 1944 года удостоен звания Герой Советского Союза. Золотая Звезда № 5129.

## Благодарности Верховного Главнокомандующего
Воинам дивизии в составе корпуса объявлены благодарности ВГК:
- За отличие в боях при овладении штурмом крепостью и важнейшей военно-морской базой на Чёрном море городом Севастополь[8].
- за прорыв обороны немцев на Бобруйском направлении[10]
- За отличие в боях при овладении столицей Советской Белоруссии городом Минск — важнейшим стратегическим узлом обороны немцев на западном направлении[11].
- За отличие в боях при овладении областным центром Белоруссии городом и крепостью Брест (Брест-Литовск) — оперативно важным железнодорожным узлом и мощным укрепленным районом обороны немцев на варшавском направлении[9].